# 诺贝尔物理学奖

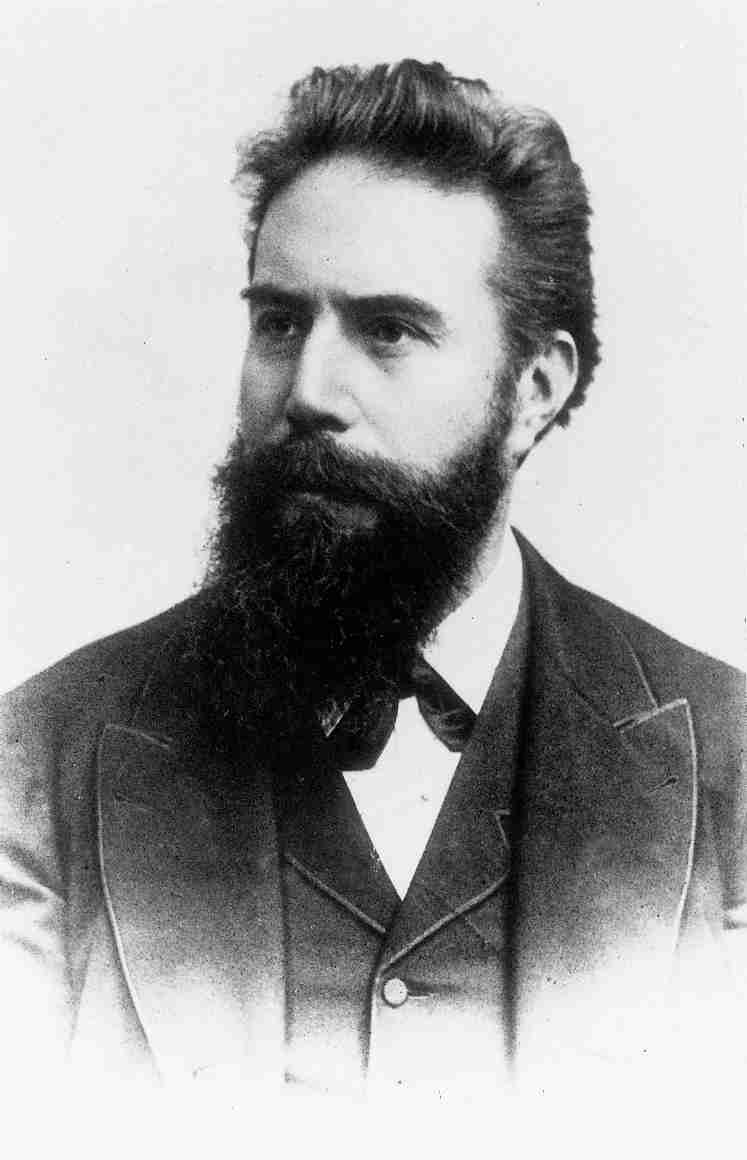
威廉·倫琴（1845年–1923年）是諾貝爾物理學獎的首屆得主

諾貝爾物理學獎（瑞典語：Nobelpriset i fysik）是瑞典皇家科學院為表彰在物理學作出最傑出的貢獻，自1901年起一年一度頒發的獎項；獎金由諾貝爾基金會發出。獎項是阿爾弗雷德·諾貝爾1895年的遺囑中設立的五個諾貝爾獎之一，其它四個分別為化學獎、文學獎、和平獎及生理醫學獎。諾貝爾物理學獎被普遍認為是在物理學領域能夠取得的最高榮譽。
頒獎典禮於每年12月10日，即諾貝爾逝世週年紀念日，在瑞典斯德哥爾摩舉行。首屆諾貝爾物理學獎由發現X射線的德國荷蘭物理學家威廉·倫琴獲得。截至2024年，共有227人得獎，其中女性得主僅有五位：1903年的瑪麗·居里、1963年的瑪麗亞·格佩特-梅耶、2018年的唐娜·斯特里克兰、2020年的安德烈娅·盖兹和2023年的安妮·吕利耶。

## 歷史背景
根據阿爾弗雷德·諾貝爾的最後遺囑所述，他的遺產將用於建立一系列獎項，表彰在物理學、化學、和平、生理學或醫學以及文學上「對人類作出最大貢獻」的人士。諾貝爾生前曾寫過幾份遺囑，其中最後一份在他逝世前一年寫成，並於1895年11月27日於巴黎的瑞典挪威俱樂部簽訂。用於設立五個諾貝爾獎的資產佔諾貝爾總資產的94%，即3100萬瑞典克朗（相等於2016年的1.98億美元、1.76億歐元）。然而，人們當時對這份遺囑將信將疑，所以遺囑一直到1897年4月26日才經挪威議會通過執行。執行人朗納·索爾曼和呂多爾夫·利耶奎斯特（Rudolf Lilljequist）設立了諾貝爾基金會，管理遺產和獎金。
遺囑通過後，議會委任瑞典皇家科學院為物理學獎的頒發機構。諾貝爾基金會其後在諾貝爾獎的頒獎準則上達成了協議。1900年，國王奧斯卡二世頒布諾貝爾基金會的新規條。

## 薦舉與甄選

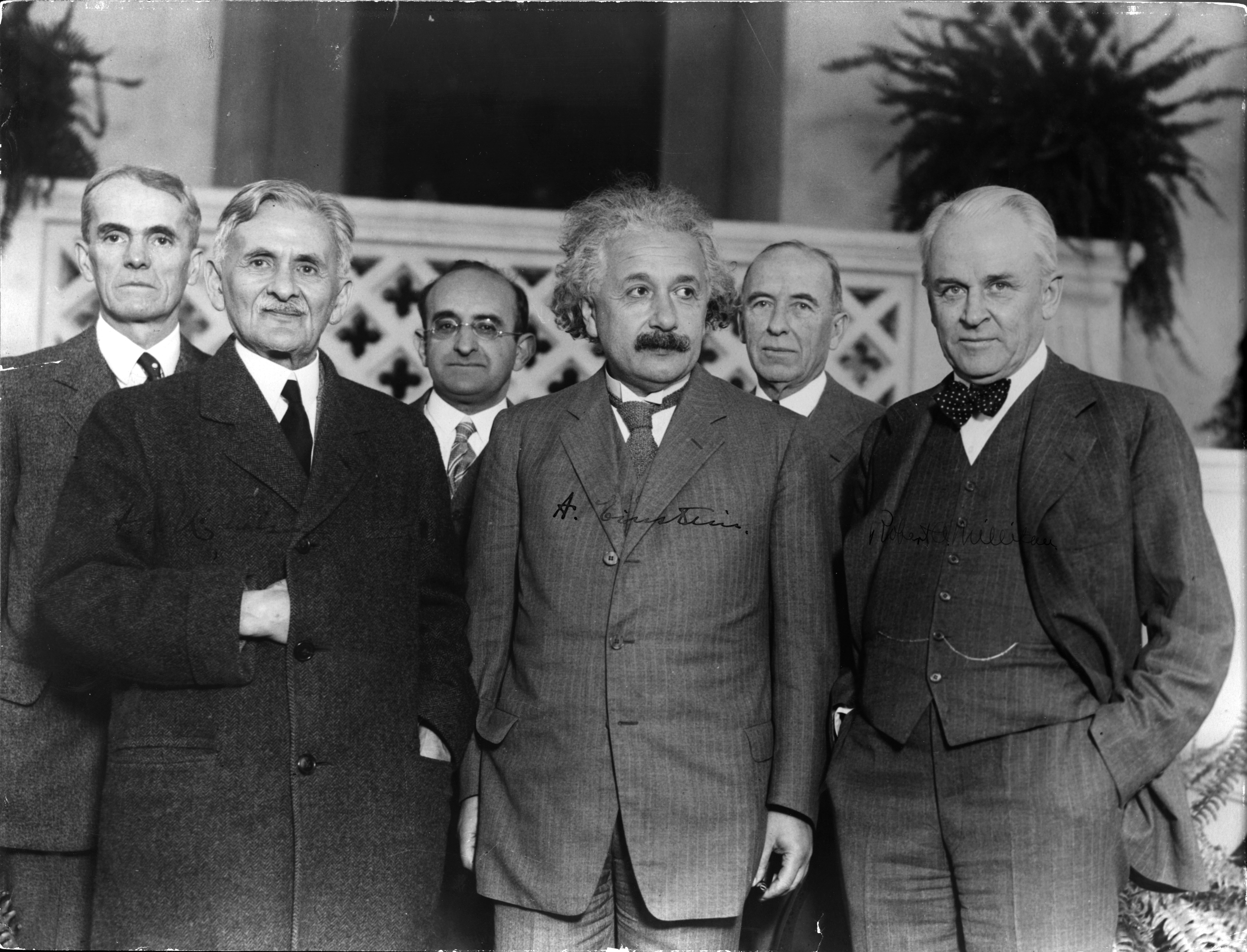
三位諾貝爾物理學獎得主。前排左起：阿爾伯特·邁克生（1907年）、阿爾伯特·愛因斯坦（1921年）、羅伯特·密立根（1923年）

目前，每年的諾貝爾物理學獎最多頒給三個人及兩項不同的科學研究。與其他諾貝爾獎相比，物理學獎的薦舉和甄選過程更長、更縝密。諾貝爾物理學獎也因此上升成為物理學界最重要的獎項。
獲獎者由諾貝爾物理學委員會甄選。該委員會由瑞典皇家科學院所推舉的五名成員組成。每年9月進行的第一輪選拔中，事先選出包括大學教授、諾貝爾物理學獎和化學獎得主等人在內的約3千人會收到一份保密的提名表。表格須於翌年1月之前送達諾貝爾委員會，專家在審議後，在被提名人中選出15人左右。委員會將最終人選報告呈交至皇家科學院，接受進一步審議。皇家科學院最後以多數表決的方式，挑選出獲獎者。
被提名人名單從不向公眾發佈，被提名人本身也不會得知自己被提名。提名記錄封存50年。雖然不可提名已故人士，但是如果獲獎者在諾貝爾委員會作出決定（一般在10月）和12月的頒獎典禮之間去世，則依然能夠獲獎。1974年以前，被提名人若在提名後去世，亦能獲獎。
諾貝爾物理學獎規則規定，獲獎者的貢獻必須「已經受時間的考驗」。這意味著諾貝爾委員會往往會在科學發現的數十年以後才會為此頒發獎項。例如，1983年諾貝爾物理學獎有一半頒給蘇布拉馬尼揚·錢德拉塞卡，表彰他早在1930年代在研究恆星結構與演化上所做的成果。這種做法的弊端在於，不少有重要科學貢獻的科學家在有機會受到諾貝爾獎的肯定之前，便已去世。

## 獎品與獎金
諾貝爾物理學獎包括一枚金牌、一份證書以及一筆獎金。獎金的金額取決於諾貝爾基金會那一年的收入。在有多於一位獲獎者的情況下，獎金會平分，或是其中一人得一半，另外二人各得四分之一。

### 獎牌
自1902年起，諾貝爾獎獎牌都在瑞典皇家造幣廠（瑞典語：Myntverket）和挪威造幣廠製造，屬於諾貝爾基金會的註冊商標。每枚獎牌的正面都印有阿爾弗雷德·諾貝爾的左側頭像和以羅馬數字寫出的生卒年份（1833-1896），設計與諾貝爾化學獎、生理學或醫學獎及文學獎相同，但與和平獎及經濟學獎有些許不同。獎牌反面有兩個女神，右邊的是知識女神，她揭開了站在左邊的自然女神的面紗。這與化學獎獎牌相同，都是在1902年由雕刻師埃里克·林德貝里設計。

### 證書
瑞典國王會親自將諾貝爾物理學獎證書頒給得主。證書由瑞典皇家科學院設計，每位得主的證書都是獨一無二的。證書上有一幅圖畫，以及獲獎者的姓名和得獎原因。

### 獎金
每一位諾貝爾獎得主都會獲得一筆獎金以及記有獎金金額的一份文件。2009年的獎金為1千萬瑞典克朗，約140萬美元；2012年，由於削減預算，獎金降至8百萬瑞典克朗，即約110萬美元。獎金金額會隨著諾貝爾基金會當年的收入而變動。如果同時有多於一位得獎者，則獎金可以平分；如果同時有三位得獎者，則獎金還可以以2:1:1的比例分配，也就是一人得二分之一，其餘二人各得四分之一。

### 典禮
諾貝爾物理學獎的甄選委員會通常在每年10月公佈得主。頒獎典禮則在同年12月10日，即諾貝爾的逝世紀念日，在斯德哥爾摩音樂廳舉行。典禮上，得主會獲頒發一份證書、一枚獎牌以及一份記有獎金金額的文件。

### 引用
1. 1 2  . Nobelprize.org. Nobel Media AB.   [2022-10-04]. （原始内容存档于2018-07-25）.
2. ↑  . Nobelprize.org. Nobel Media 2017. 2017-02-02  [2017-02-02]. （原始内容存档于2011-10-06）.
3. ↑  . BBC.   [2015-05-03]. （原始内容存档于2013-07-07）.
4. ↑  Ragnar Sohlman: 1983, Page 7
5. ↑  von Euler, U.S. . Die Naturwissenschaften (Springer-Verlag). 1981-06-06  [2015-05-04]. （原始内容 (PDF)存档于2015-06-30）.
6. ↑  . Nobel.org.   [2015-05-04]. （原始内容存档于2018-08-15）.
7. ↑  . Nobelprize.org.   [2015-05-03]. （原始内容存档于2010-01-09）.
8. 1 2  Agneta Wallin Levinovitz: 2001, Page 13
9. ↑  . Infoplease.com. 1999-10-13  [2015-05-03]. （原始内容存档于2013-07-07）.
10. ↑  Encyclopædia Britannica. . Britannica.com.   [2015-05-03]. （原始内容存档于2013-07-07）.
11. ↑  . Encyclopædia Britannica Online. Encyclopædia Britannica. 2007  [2009-01-15]. （原始内容存档于2015-04-29）. After Nobel’s death, the Nobel Foundation was set up to carry out the provisions of his will and to administer his funds. In his will, he had stipulated that four different institutions—three Swedish and one Norwegian—should award the prizes. From Stockholm, the Royal Swedish Academy of Sciences confers the prizes for physics, chemistry, and economics, the Karolinska Institute confers the prize for physiology or medicine, and the Swedish Academy confers the prize for literature. The Norwegian Nobel Committee based in Oslo confers the prize for peace. The Nobel Foundation is the legal owner and functional administrator of the funds and serves as the joint administrative body of the prize-awarding institutions, but it is not concerned with the prize deliberations or decisions, which rest exclusively with the four institutions.
12. ↑   (PDF).   [2015-05-04]. （原始内容存档 (PDF)于2017-07-02）.
13. ↑  . Brittanica Encyclopaedia.   [2015-05-04]. （原始内容存档于2015-04-29）.
14. ↑  . nobelprize.org. Nobel Media AB 2016.   [2016-10-06]. （原始内容存档于2019-05-14）.
15. ↑  .   [2015-05-06]. （原始内容存档于2015-05-01）.
16. ↑  .   [2015-05-04]. （原始内容存档于2018-07-24）.
17. ↑  Gingras, Yves; Wallace, Matthew L. . Scientometrics. 2009, 82 (2): 401. doi:10.1007/s11192-009-0035-9.
18. ↑  . Nature Chemistry. 2009, 1 (7): 509. Bibcode:2009NatCh...1..509.. PMID 21378920. doi:10.1038/nchem.372.
19. ↑  Tom Rivers. . .voanews.com. 2009-12-10  [2015-05-03]. （原始内容存档于2012-12-14）.
20. 1 2  . Nobelprize.org.   [2015-05-03]. （原始内容存档于2015-04-24）.
21. ↑  . Encyclopædia Britannica Online. Encyclopædia Britannica. 2007  [2009-01-15]. （原始内容存档于2011-05-05）.
22. ↑  . Myntverket.   [2007-12-15]. （原始内容存档于2007-12-18） （瑞典语）.
23. ↑  "The Nobel Prize for Peace" （页面存档备份，存于）, "Linus Pauling: Awards, Honors, and Medals", Linus Pauling and The Nature of the Chemical Bond: A Documentary History, the Valley Library, Oregon State University. Retrieved 2007-12-07.
24. ↑  .   [2015-05-04]. （原始内容存档于2015-05-06）.
25. ↑   （页面存档备份，存于） The Nobel Prize for Physics and Chemistry.
26. 1 2  . Nobelprize.org.   [2015-05-03]. （原始内容存档于2015-04-13）.
27. ↑  . CNN. 2012-06-11  [2015-05-03]. （原始内容存档于2012-07-09）.
28. ↑  Sample, Ian. . London: Guardian. 2009-10-05  [2015-05-03]. （原始内容存档于2020-01-13）.
29. ↑  Ian Sample, Science correspondent. . London: Guardian. 2008-10-07  [2010-02-10]. （原始内容存档于2019-06-01）.
30. ↑  . Nobelprize.org. 2009-10-06  [2015-05-03]. （原始内容存档于2013-06-26）.
31. ↑  .   [2015-05-04]. （原始内容存档于2015-04-24）.

### 來源
- Friedman, Robert Marc (2001). The Politics of Excellence: Behind the Nobel Prize in Science. New York & Stuttgart: VHPS (Times Books). ISBN 0-7167-3103-7, ISBN 978-0-7167-3103-0.
- Hillebrand, Claus D. (2002). "Nobel Century: A Biographical Analysis of Physics Laureates"（页面存档备份，存于）. Interdisciplinary Science Reviews 27.2: 87-93.
- Schmidhuber, Jürgen (2010). 20世紀諾貝爾獎份額趨勢（1901至2009年）（页面存档备份，存于），依得主得獎時的國籍（页面存档备份，存于），依得主的出生國（页面存档备份，存于）
- Lemmel, Birgitta.  "The Nobel Prize Medals and the Medal for the Prize in Economics"（页面存档备份，存于）.  nobelprize.org.（諾貝爾獎獎牌的設計歷史）

## 外部連結
- All Nobel Laureates in Physics（页面存档备份，存于），諾貝爾基金會官方網站上的諾貝爾物理學獎得主名單 （英文）
- The Nobel Prize Medal for Physics（页面存档备份，存于），諾貝爾物理學獎官方網站 （英文）